# Seychelle-szigetek
Seychelle-szigetek (ejtsd: szejsell) szigetállam az Indiai-óceánban, Afrika partjaitól keletre.
Afrika önálló államai közül a Seychelle Köztársaság népessége a legkisebb. A szigetek lakatlan volt, amikor az európaiak a 16. században megérkeztek. Ma főleg francia, afrikai, indiai és kínai bevándorlók utódai élnek itt. Amióta 1976-ban kikiáltotta a függetlenségét az Egyesült Királyságtól, a jórészt mezőgazdasági társadalomból piaci alapú, diverzifikált gazdasággá fejlődött, amelyet gyorsan növekvő szolgáltatási, közszféra- és turisztikai tevékenységek jellemeznek.
A 21. század elején itt a legmagasabb az egy főre jutó nominális GDP az afrikai országok közül. Afrikai szinten szintén itt a legmagasabb az emberi fejlettségi index. A V-Dem intézet 2023-as  demokrácia indexe alapján demokrácia szintjén is az 1. helyen áll Afrikában.

## Etimológia
A Francia Kelet-indiai Társaság Jean Moreau de Séchelles 18. századi francia politikus iránti tiszteletből nevezte el róla a szigeteket.

## Földrajz
Madagaszkártól északkeletre található (1000 km), a szárazföldi Afrikához legközelebb Szomáliához van (1300 km).[forrás?] Fővárosa és legnagyobb városa, Victoria 1500 km-re található Afrika szárazföldjétől.
A Seychelle Köztársaságtól nyugatra Zanzibár szigete (Tanzánia) található (1800 km), délen Réunion (1800 km) és Mauritius (1750 km), délnyugaton a Comore-szigetek (1550 km) és Mayotte (1450 km), északkeleten pedig a Maldív-szigetek (2000 km).
A belső szigetcsoportok a kontinentális (Szomáliai-)lemezen helyezkednek el, hegységek tagolják és gránit az alapkőzetük, míg a külső szigetek sík korallzátonyok. Legmagasabb pontja a Morne Seychellois (905 m).
A szigetvilágot alkotó szigetek számát gyakran 115-ben határozzák meg, a Seychelle Köztársaság Alkotmányában viszont 155 sziget szerepel a következő módon csoportosítva:
- 42 gránit sziget: Mahé, Praslin, Silhouette, La Digue, Curieuse, Félicité, Frégate, St. Anne, North Cerf, Marianne, Grand Soeur, Therése, Aride, Conception, Petite Soeur, Cousin, Cousine, Long, Récif, Round (Praslin), Anonyme, Mamelles, Moyenne, Ile aux Vaches Marines, L'Islette, Beacon (Ile Seche), Cachée, Cocos, Round (Mahé), L'Ilot Frégate, Booby, Chauve Souris (Mahé), Chauve Souris (Praslin), Ile La Fouche, Hodoul, L'Ilot, Rat, Souris, St. Pierre (Praslin), Zavé, Harrison Rocks (Grand Rocher);
- 2 korall- és homokzátony a gránitoktól északra: Denis és Bird;
- 2 korallzátony a gránitoktól délre: Coetivy és Platte;
- 29 korallsziget az Amirante-szigetcsoportban, a gránitoktól nyugatra: Desroches, Poivre-korallzátony (3 szigetből áll – Poivre, Florentin és South Island), Alphonse, D'Arros, St. Joseph-korallzátony (14 szigetből áll – St. Joseph Ile aux Fouquets, Ressource, Petit Carcassaye, Grand Carcassaye, Benjamin, Bancs Ferrari, Chiens, Pélicans, Vars, Ile Paul, Banc de Sable, Banc aux Cocos és Ile aux Poules), Marie Louise, Desnoeufs, African Banks (2 szigetből áll – African Banks és South Island), Rémire, St. Francois, Boudeuse, Etoile, Bijoutier;

- 13 korallsziget a Farquhar-szigetcsoportban dél-délnyugatra az Amirante-szigetektől: Farquhar-csoport (10 szigetből áll – Bancs de Sable, Déposés, Ile aux Goelette, Lapin, Ile du Milieu, North Manaha, South Manaha, Middle Manaha, North Island and South Island), Providence-atoll (2 szigetből áll – Providence és Bancs Providence) és St. Pierre;
- 67 korallsziget az Aldabra-szigetcsoportban a Farquhar-szigetektől nyugatra: Aldabra-atoll (46 szigetből áll – Grande Terre, Picard, Polymnie, Malabar, Ile Michel, Ile Esprit, Ile aux Moustiques, Ilot Parc, Ilot Emile, Ilot Yangue, Ilot Magnan, Ile Lanier, Champignon des Os, Euphrate, Grand Mentro, Grand Ilot, Gros Ilot Gionnet, Gros Ilot Sésame, Heron Rock, Hide Island, Ile aux Aigrettes, Ile aux Cédres, Iles Chalands, Ile Fangame, Ile Héron, Ile Michel, Ile Squacco, Ile Sylvestre, Ile Verte, Ilot Déder, Ilot du Sud, Ilot du Milieu, Ilot du Nord, Ilot Dubois, Ilot Macoa, Ilot Marquoix, Ilot Nicois, Ilot Salade, Middle Row Island, Noddy Rock, North Row Island, Petit Mentor, Petit Mentor Endans, Petits Ilots, Pink Rock és Table Ronde), Assumption, Astove és Cosmoledo-korallsziget (19 szigetből áll – Menai, Ile du Nord, Ile Nord-Est, Ile du Trou, Goelettes, Grand Polyte, Petit Polyte, Grand Ile (Wizard), Pagode, Ile du Sud-Ouest, Ilde aux Moustiques, Ile Baleine, Ile aux Chauve-Souris, Ile aux Macaques, Ile aux Rats, Ile du Nord-Ouest, Ile Observation, Ile Sud-Est és Ilot la Croix.

### Éghajlat
A Seychelle-szigetek a trópusi égövben, az Egyenlítőtől délre a 4. és 10. szélességi fok között találhatóak. Az évi középhőmérséklet 27 Celsius fok, a páratartalom 80%-os. A napi napsütéses órák száma megközelítőleg hét. Áprilistól októberig a frissítő délkeleti passzátszelek miatt az időjárás hűvösebb és szárazabb, míg az enyhébb északnyugati monszun-szélrendszer Karácsony táján éri el a Seychelle-szigeteket, csapadékot hozva és felhőszakadásokat idézve elő. Záporok és zivatarok az év bármelyik napján előfordulhatnak. A trópusi esők miatt az évi csapadékmennyiség 2300 mm (Magyarországon 500-900). Annak ellenére, hogy a hatalmas Indiai-óceán kis szigeteiről van szó, mégis számos mikroklíma alakult ki, amely változatossá teszi a Seychelle-szigetek éghajlatát – előfordulhat, hogy az egyik tengerparton esik az eső, a másikon süt a nap és a hegyekben köd ereszkedett le.

## Élővilág és környezetvédelem
A Seychelle-szigetek sokszínű élővilágára nem volt jótékony hatással az emberi beavatkozás, hasonlóan más parányi ökorendszerekhez. Ennek tudható be, hogy a legtöbb óriásteknős eltűnt a gránitszigetekről, a part menti és alacsonyhegyi erdők kopárabbá váltak, és kihalt számos őshonos faj, mint például a Seychelle-szigeteki sándorpapagáj vagy a bordás krokodil. Mindent összevetve azonban a kihalások száma kevésbé lesújtó, mint például Mauritiuson vagy Hawaiion, mivel csak az 1770-es évek óta lakják. A seychelle-i növény- és állatvilág védelme számos sikert könyvelhet el.
Vitatják ugyan, de az első természettanulmányt a Marion Dufresne expedíció készítette 1768-ban, két évvel a letelepedés hivatalos dátuma előtt. Dufresne a La Digue nevű hajó kapitányát, Duchemint bízta meg, hogy „gondos figyelmet fordítson a szigeteken található élővilág minden fajának tanulmányozására, mint például a fákra, bokrokra, növényekre, gyógynövényekre, a négylábú állatokra, madarakra, rovarokra, édesvízi halakra és a kőzetekre, talajfélékre, valamint az ásványi anyagokra. Minden fontos. Nem kerülheti el, hogy mindenről leírást ad és részletekkel lát el – mindent érdemes megvizsgálni.” Az ő megfigyeléseik érdekes kaleidoszkópon keresztül mutatják be Seychelle-szigetek ember előtti állapotát.
A letelepedést követően, 1822-ben készítette el Fairfax Moresby a szigetek első tudományos vízrajzi tanulmányát. A 19. századi korai természetgyűjtők közül Pervillé, Wright és Mobius munkássága figyelemre méltó. Az első fontos madárgyűjteményt Newton hozta létre 1865-ben, majd őt követte Lantz 1877-ben. Mindketten a gránit szigeteken dolgoztak. Abbot az 1890-es években a gránit szigeteken gyűjtött, majd 1893-ban az Aldabra-atollon folytatta. Voeltzkow is általános természettudományi gyűjteményt hozott létre az Aldabra-atollról származó anyagból.
Coppinger 1882-ben vizsgálódásai alapján gazdag gyűjteményt állított össze. 1905-ben a Sealark fedélzetén indított Percy Sladen Expedíció arról nevezetes, hogy Gardiner a gránit- és külső szigetekről összegyűjtött átfogó anyaga tartalmazza néhány sziget máig egyetlen leletét. Az 1950-es évekig a gyűjtő-rendszerező tevékenység többnyire seychelle-i lakók nevéhez fűződik: Dupont, Thomasset, Baty és Vesey Fitzgerald. Óceánkutatók is figyelmük középpontjába állították a Seychelle-szigeteket: Smith 1950-ben jelentős tengeri hal kutatásokat végzett, Jacques-Yves Cousteau nevezetes hajójával a Calypsóval 1954-ben járt a területen. Legrand az 1950-es években pikkelyesszárnyú lepkéket gyűjtött, míg a Bristoli Egyetem expedíciója 1964–65-ben madarakat és rovarokat vizsgált.
1966-tól az Aldabra-atoll megismerésében a Royal Society szerepe legendás, de a korallzátonyról a kutatómunkák ma már a Seychelle-szigetek Alapítvány (Seychelles Islands Foundation) felügyelete alatt működik. A BirdLife International átfogó kutatásokat végzett a Cousin-szigeten. Az 1980-as és 90-es években számos jelentés és cikk jelent meg az Aride-szigeten zajló kutatásokról, amelyeket először a Royal Society of Wildlife Trusts, majd egy helyi nonprofit szervezet, a Island Conservation Society folytatott és amelyekről 1987-től kezdődően éves jelentést publikálnak. Az 1990-es évektől folytatódik a Seychelle-szigetek széles körű tudományos vizsgálata, amelynek eredményeit Nature Protection Trust of Seychelles kiadásában a Phelsuma folyóirat oldalain teszik közzé (https://web.archive.org/web/20010803031603/http://members.aol.com/jstgerlach/phelsuma.htm).

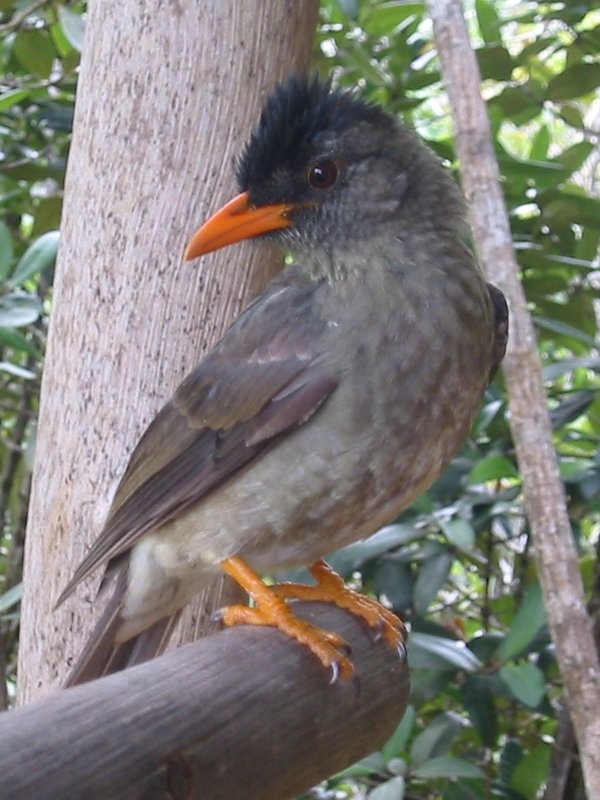
Seychelle-i bülbül (Hypsipetes crassirostris)

Annak ellenére, hogy a természetvédelmi törvények jelentős hányada az angol gyarmatosítási időkből származik, a seychelle-i kormány éveken át szigorú védelem alá helyezte a szigetek természeti örökségét. A seychelle-i kormány a BirdLife Internationallal, a Royal Societyvel, az Island Conservation Societyvel, a Nature Seychelles-lel, és a Fregat valamint Denis szigetekkel együttműködve látványosan megvédett két zászlóshajó-fajt a kihalás veszélyétől, nevezetesen a seychelle-i szarkarigó és a seychelle-i poszátát. Az eredetileg csak egy szigeten honos madarakat a többi szigetre is beköltöztették. A Seychelle-szigeteken 14 őshonos madárfaj él: a Seychelle-szigeteki vázapapagáj (Coracopsis barklyi) (mely az ország nemzeti madara), az aldabrai drongó (Dicrurus aldabranus), Seychelle-szigeteki paradicsom-légyvadász (Terpsihone corvina) seychelle-szigeteki fodi (Foudia seychellarum), az aldabrai fodi (Foudia aldabrana), a seychelle-szigeteki füleskuvik (Otus insularis), seychelle-szigeteki pápaszemesmadár (Zosterops modestus), seychelle-szigeteki szalangána (Aerodramus elaphrus), Seychelle-szigeteki vércse (Falco area), seychelle-szigeteki gyümölcsgalamb (Alectroenas pulcherrima), seychelle-szigeteki szarkarigó (Copsychus seychellarum), seychelle-szigeteki poszáta (Bebrornis sechellensis), seychelle-szigeteki nektármadár (Cinnyris dussumieri) valamint a seychelle-szigeteki bülbül (Hypsipetes crassirostris). 
Szintén endemikus faj volt a már kihalt aldabrai poszáta, mely az Aldabra-atoll malabár szigetén egy kis területen volt honos, valamint a Marianne-szigeti pápaszemesmadár (Zosterops semiflavus). Az Aldabra-atoll szigetein és az Assumtion-szigeten honos a fehértorkú guvat (Dryolimnas cuvieri) két endemikus alfaja, melyek egyes szakértők szerint a hosszú elszigetelődés miatt önálló fajoknak is tekinthetők. Ezek az aldabrai-guvat (Dryolimnas cuvieri aldabranus), mely az Indiai-óceán szigetein egykor gyakori röpképtelen fajok utolsó élő képviselője, a másik pedig az Assumption-szigeti guvat (Dryolimnas cuvieri abbotti), mely az Assumption-szigeten élt és a 20. század első évtizedei során halt ki.

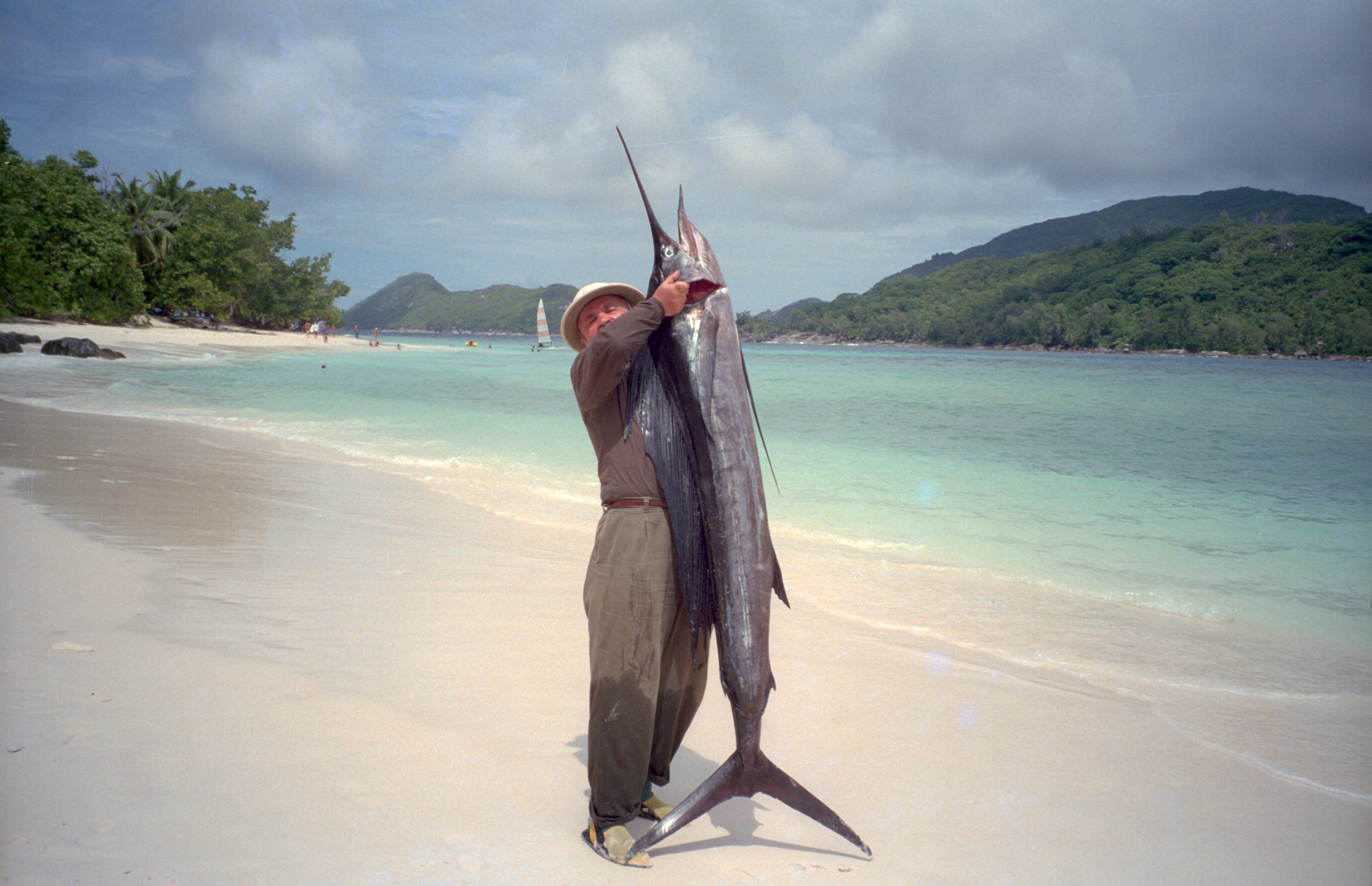
Egy kifogott Istiophorus

A seychelle-i gránitszigeteken található közel 75 endemikus növényfajt további 25 aldabrai faj egészíti ki. Különösen jól ismert a Coco-de-Mer, a tengeri pálma gyümölcse, amit csak Praslin szigetén vagy a szomszédos Curieuse-ön lehet látni – szuggesztív formája miatt szerelemgyümölcsnek is hívják. A Coco-de-Mer a világ legnagyobb magja. A medúzafát is csak néhány helyen fedezheti fel az idelátogató, mivel ez a különös és ősi növény ellenállt minden szaporítási kísérletnek. Egyedi növényként ismerik még az Aride-sziget természetvédelmi övezetében található Wrights gardéniát. Silhouette és Mahé szigetének magasan fekvő részein kancsókát (rovarevő növény) is lehet találni, amely a környező fákra és bokrokra csavarodik vagy a földön burjánzik.
Az aldabrai óriásteknősök számos szigetet népesítenek be, legnagyobb populációjuk az Aldabra-szigeten található. Ezek a különleges hüllők több állatkertben is megtekinthetőek.
A tenger felszíne alatti világ elkápráztató, különösen a távolabb fekvő, nagyobb nyugalomnak örvendő szigetek közelében. Több, mint 1000 halfajt osztályoztak. Az 1960-as években a helyi természetvédők erőfeszítéseinek köszönhetően betiltották a szigonypuska és a dinamit használatát a halászathoz, ezért a tengeri élőlények bántatlanul közel kerülhetnek a búvárokhoz. 1998-ban a korallfehéredés sújtott számos szigetet, de sok helyen beindult a természet önregeneráló folyamata és sikerült elejét venni a pusztító jelenségnek. 1994-ben a teknősök kiemelését is betiltották, aminek következtében az érintett populációk fokozatosan erősödnek a védett szigeteken, mint például Cousinen, Aride-on, Silhouette-en vagy Aldabrán. Sajnálatos módon a nem védett területeken élők rizikócsoportnak számítanak. A cápahalászathoz használatos eresztőhálót és a cápauszony-vadászatot betiltották.

### Nemzeti parkok

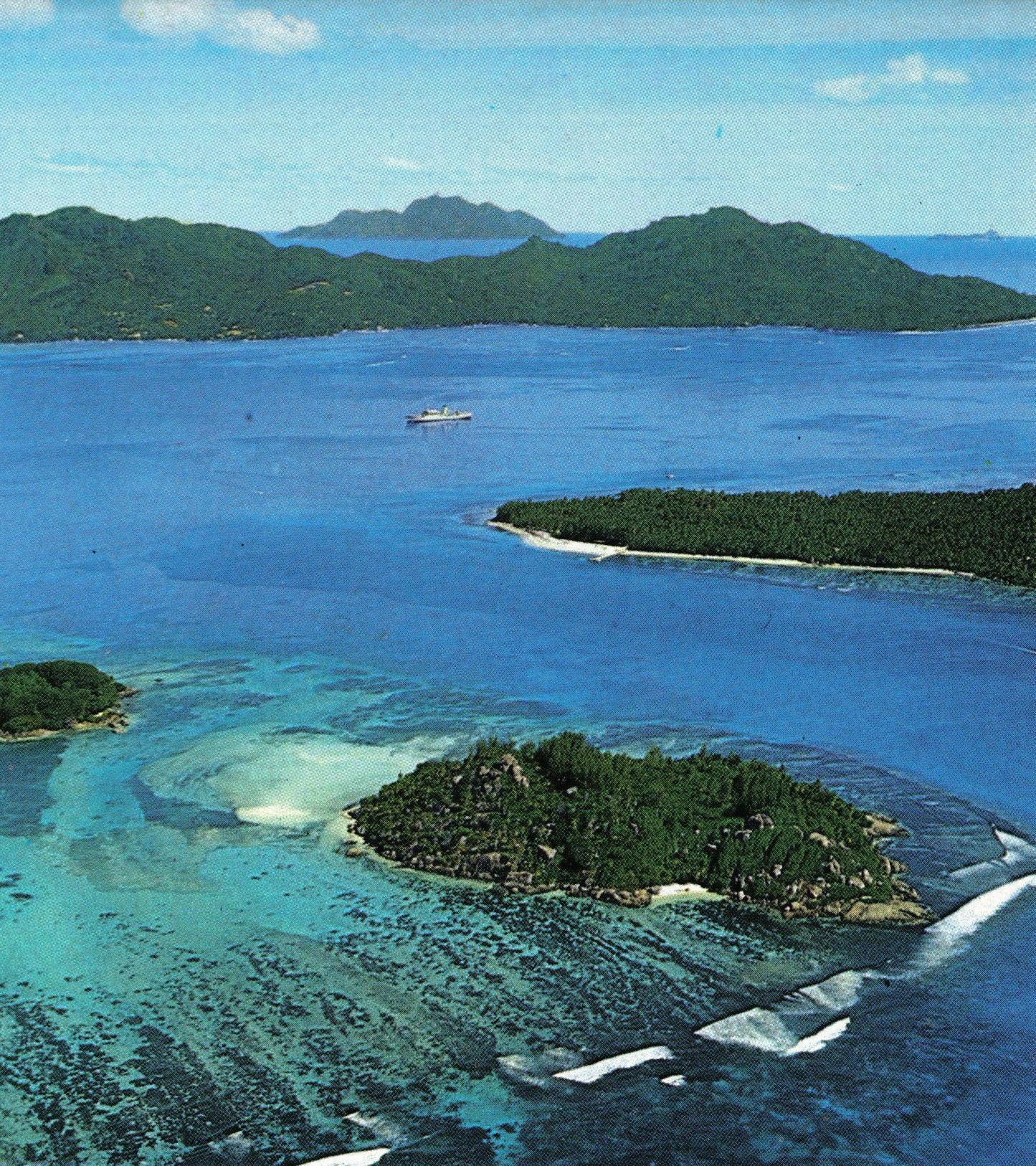
Ste. Anne Tengeri Nemzeti Park

- Ste. Anne Marine (1973)
- Morne Seychellois (1979)
- Baie Ternay Marine (1979)
- Curieuse Marine (1979)
- Port Launay Marine (1979)
- Praslin (Vallée de Mai) (1979)
- Silhouette Marine (1987)

### Természeti világöröksége
A Seychelle-szigetek két csoportja az UNESCO világörökség része, és a Seychelle-szigetek Alapítvány gondozza őket. Egyik az Aldabra-korallzátony, ami a világ legnagyobb atollja, a másik a Vallée de Mai természetvédelmi terület Praslin szigetén, amelyet földi édenkertnek hívnak.

## Történelme

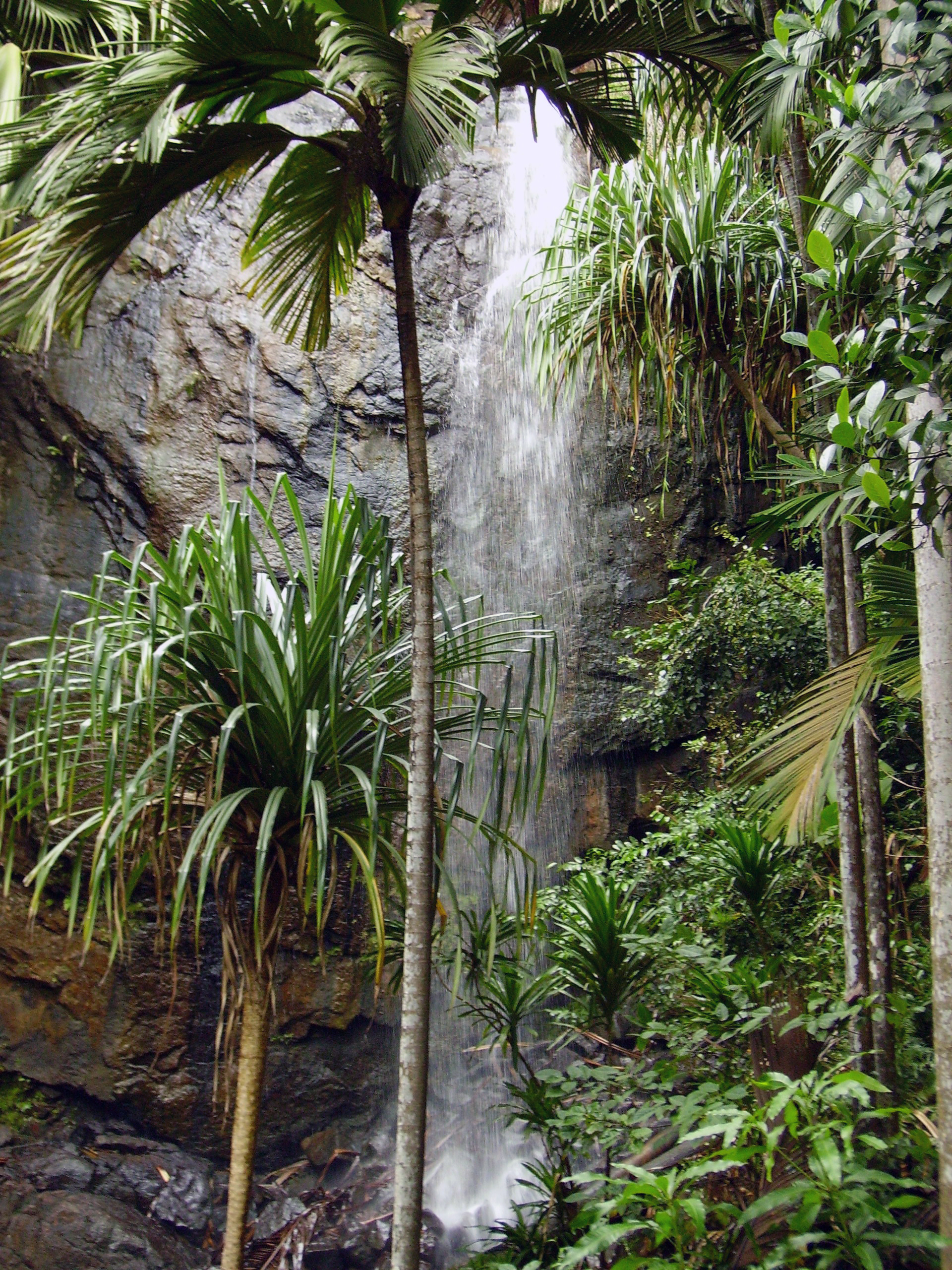
Valleé de Mai egy vízesése

Kelet-afrikai és arab kereskedők valószínűleg ismerték a lakatlan Seychelle-szigeteket, de a portugál felfedező, Vasco da Gama nevéhez köthető az első partra szállás 1502-ben. Az első hiteles feljegyzéseket a Brit Kelet-indiai Társaság Ascension hajójának legénysége rögzítette 1609-ben. Mivel a szigetek az Afrika és Ázsia közötti kereskedelmi útvonal mentén helyezkedtek el, gyakran fordultak meg kalózok is a parton. 1756-ban a franciák vették birtokba a területet. A birtokba vételt jelző követ Nicholas Morphey a Francia Kelet-indiai Társaság kapitánya helyezte el. A szigetcsoport Jean Moreau de Séchelles-ről kapta a nevét, aki XV. Lajos pénzügyminisztere volt.
A betelepítés csak 1768-ban kezdődött, amikor egy huszonkét fős francia csapat horgonyzott le rabszolgákkal a fedélzetén. Egyre több európai nemzet próbált hasznot húzni az indiai és ázsiai kereskedelemből és növekedni kezdett azoknak a tengerészeknek is a száma, akik rövid pihenőt tartottak a szigeteken, hogy feltöltsék hajóikat. 1793 és 1813 között a franciák és az angolok harcoltak a szigetek ellenőrzéséért.
Az 1814-ben Párizsban aláírt békeszerződés alapján a Seychelle-szigetek és Mauritius brit fennhatóság alá került, és ezáltal a szigeteket Mauritiusból kormányozták. Amikor a britek kihirdették, hogy a Birodalomban betiltják a rabszolgatartást, akkor a franciák, akik továbbra is kereskedtek rabszolgákkal áthelyezték bázisaikat Afrikába és más országokba. A rabszolgatartás megszűntével felszabadult rabszolgák ezrei érkeztek a Seychelle-szigetekre. Az ültetvényeken indiai munkaerőt is igénybe vettek, miközben számos üzlet kínai bevándorlók kezébe került.
1872-ben a politikai autonómia növelésére létrehozták a kormányzó tanácsot majd 1888-ban a törvényhozó és végrehajtó tanácsot. 1903. augusztus 31-én a Seychelle-szigetek brit koronagyarmat státuszt kapott, így már nem Mauritiusból igazgatták.
1948-ban tartották az első választást: a Törvényhozó Tanács négy tagját választották meg. 1967-ben fogadták el az új alkotmányt, amely a kormányzó és a kormányzó tanács kezébe adta a hatalmat. Az első, általános választójog alapján tartott parlamenti választás 1967-ben volt. Az alkotmány 1970 márciusában elfogadott módosításai növelték biztosítottak a szigetcsoport autonómiáját.
A Seychelle-i Köztársaság 1976. június 29-én, 12 óra 5 perckor vált a Brit Nemzetközösség független köztársaságává. James Mancham, a konzervatív Seychelle-i Demokratikus Párt elnöke ülhetett a köztársasági elnöki székbe, de egy év múlva egy puccs miatt száműzetésbe vonult és France-Albert René lett az új elnök. René felfüggesztette az alkotmányt, feloszlatta a törvényhozást és önkényuralmat vezetett be. 1979-ben – amikor a Seychelle Köztársaság a marxista politika felé sodródott – az alkotmányba foglalták az egypártrendszer létrehozását. 1981-ben ötven Dél-Afrikában toborzott zsoldos elfoglalta a repülőteret Mahéban, hogy megpróbálja Manchamot visszajuttatni a hatalomba, de a seychelle-i hadsereg ezt megakadályozta. Tanzániai csapatok is segédkeztek a rend helyreállításában, és 1984 végéig az országban maradtak. 1984 júniusában Renét ellenszavazat nélkül ismét elnökké választották, aki 1991-ben a demokratizálódást sürgető erők nyomására beleegyezett a választási rendszer reformjába. 1992-ben többpárti választást tartottak, és sokan remélték, hogy René és Mancham támogatói megbékélnek egymással. Sokan visszatértek a száműzetésből, így maga Mancham is. 1993-ban a szavazók 73%-a elfogadta a többpártrendszer működését lehetővé tevő alkotmányt.

## Államszervezet és közigazgatás

### Alkotmány, államforma

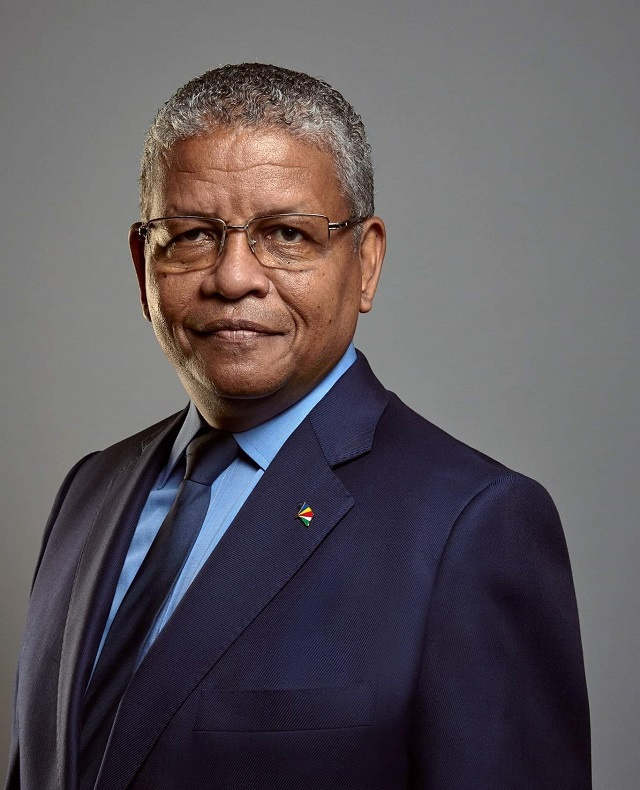
A Seychelle Köztársaság elnöke, Wavel Ramkalawan 2020 októbere óta

Az ország államformája elnöki rendszerű köztársaság, amely szerint a Seychelle Köztársaság elnöke egy személyben államfő és kormányfő. A végrehajtó hatalmat a kormány gyakorolja, míg a törvényhozás a kormány és a nemzetgyűlés közös feladata.

#### Elnökök
- Sir James Mancham: 1976. június 29. – 1977. június 5.
- France-Albert René: 1977. június 5. – 2004. április 16.
- James Michel: 2004. április 16. – 2016. október 16.
- Danny Faure: 2016. október 16. – 2020. október 26.
- Wavel Ramkalawan: 2020. október 26. óta

### Törvényhozás, végrehajtás, igazságszolgáltatás
A Seychelle-i Nemzetgyűlésnek 34 képviselője van, akiket öt évre választanak meg. 25 képviselőt a választókerületek közvetlenül juttatnak a Nemzetgyűlés soraiba és 9 képviselő az arányos rendszer alapján kerül be a törvényhozó testületbe.
| Parancsnokok Ile de France (Mauritius) fennhatósága alatt: - 1770–1772 De Launay - 1772–1775 Anselme - 1775–1778 Le Roux de Kermeseven - 1778–1781 Saint-Amant de Romainville - 1781–1783 Berthelot de la Coste - 1783–1786 Francois, vicomte de Souillac - 1786–1789 Augustin Motais de Narbonne - 1789–1792 Louise Jean Baptiste Philogene de Malavois - 1792–1793 Charles Joseph Esnouf Kormányzók: - 1793–1810 Jean-Baptiste Quéau de Quincy Királyi biztosok Mauritiusi fennhatóság alatt: - 1810–1811 Jean-Baptiste Quéau de Quincy - 1811–1812 Bartholomew Sullivan - 1812–1815 Bibye Lasage - 1815–1822 Edward Henry Madge - 1822–1837 George Harrison - 1837–1839 Arthur Wilson - 1839–1850 Charles Augustus Etienne Mylius - 1850–1852 Robert Willian Keate - 1852–1862 George Thomson Wade - 1862–1868 Swinburne Ward - 1868–1874 William Hales Franklyn - 1874–1879 Charles Spencer Salmon - 1879–1880 Arthur Elibank Havelock - 1880–1882 Francis Theophilus Blunt - 1882–1888 Arthur Cecil Stuart Barkly Helytartók: - 1889–1895 Thomas Risely Griffith - 1895–1899 Henry Cockburn Stewart - 1899–1903 Ernest Bickam Sweet-Escott Kormányzók: - 1903–1904 Ernest Bickam Sweet-Escott - 1904–1912 Walter Edward Davidson - 1912–1918 Charles Richard Mackey O'Brien - 1918–1922 Eustace Edward Twistleton-Wykeham-Fiennes - 1922–1927 Sir Joseph Sloysius Byrne - 1927–1928 Sir Malcolm Stevenson - 1928–1934 Sir de Symons Montagu George Honey - 1934–1936 Sir Gordon James Lethem - 1936–1942 Sir Arthur Francis Grimble - 1942–1947 Sir William Marston Logan - 1947–1951 Sir Percy Selwyn Selwyn-Clarke - 1951–1953 Frederick Crawford - 1953–1958 Sir William Addis - 1958–1961 Sir John Kingsmill Thorp - 1962–1967 Julian Edward George Asquith, Oxford és Asquith grófja - 1967–1969 Sir Hugh Selby Norman-Walker - 1969–1973 Sir Bruce Greatbatch - 1973–1975 Colin Hamilton Allen Főbiztosok: - 1975–1976 Colin Hamilton Allen |

### Politikai pártok

A 2020-as nemzetgyűlési választások eredményei térképen

2020. október 22–24. közötti elnökválasztás eredményei:

| Elnökjelöltek – Pártok                    | Szavazatok | %     |
| ----------------------------------------- | ---------- | ----- |
| Danny Faure – Egyesült Seychelle          | 28,178     | 43.51 |
| Wavel Ramkalawan – Seychelle Nemzeti Párt | 35,562     | 54.91 |

2020. október 22–24. közötti nemzetgyűlési választások eredményei:

| Párt                                    | Szavazatok | %     | Választókerületi jelöltek | Képviseleti jelöltek | Összesen |
| --------------------------------------- | ---------- | ----- | ------------------------- | -------------------- | -------- |
| Egyesült Seychelle                      | 28,178     | 43.51 | 4                         | 6                    | 10       |
| Seychelle Nemzeti Párt – Demokrata Párt | 35,202     | 54.84 | 5                         | 20                   | 25       |
| Összesen                                | 53 380     | 100   | 25                        | 9                    | 34       |

### Közigazgatási beosztás
Az országot 23 körzet alkotja:
| - Anse aux Pins - Anse Etoile - Anse Louis - Anse Royale - Baie Lazare | - Baie Sainte Anne - Beau Vallon - Bel Air - Bel Ombre - Cascade | - Glacis - Grand Anse (Mahe) - Grand’ Anse (Praslin) - La Digue - La Riviere Anglaise | - Mont Buxton - Mont Fleuri - Plaisance - Pointe La Rue | - Port Glaud - Saint Louis - Takamaka |

## Népesség

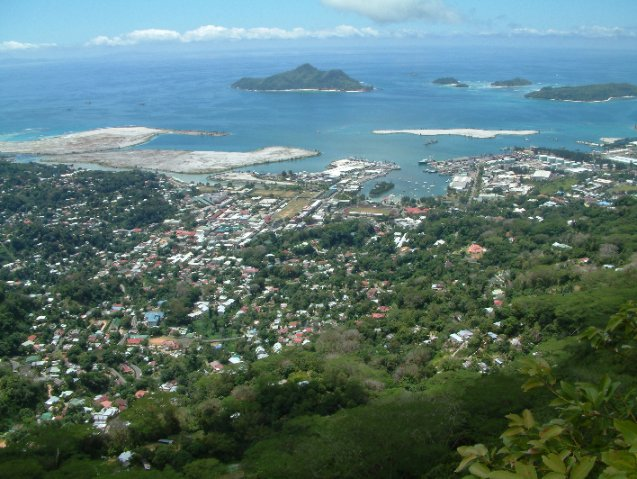
Victoria, a főváros

### Népességének változása
| Lakosok száma | 41 700 | 53 600 | 69 507 | 81 131 | 88 303 | 93 419 | 96 762 | 98 462 | 100 447 | 119 773 |
|               | 1960   | 1970   | 1990   | 2000   | 2012   | 2015   | 2018   | 2020   | 2022    | 2023    |

### Nyelvi megoszlás
Az angol, a francia és a kreol a Seychelle Köztársaság hivatalos nyelve. Az ott beszélt kreol nyelv hasonlít a Mauritiuson, Réunionban és a Karib-térségben használt nyelvjárásokhoz. A rabszolgatartás idején használt francia az alapja, de erős afrikai intonáció jellemzi és sokat magába olvasztott a madagaszkári, hindi és arab nyelvekből, az elmúlt években pedig nagyon sok angol szóval gazdagodott. A franciául beszélők megértik.
A Seychelle-szigeteken emelték először hivatalos rangra a kreolt. Létrehozták a Kreol Intézetet, hogy elősegítsék ennek az eleven, változó nyelvnek a használatát.
Sokat vitáztak arról, hogy az angol vagy a francia nyelvet használják-e, és hogy milyen mértékben legyen megengedett a kreol. Általánosságban elmondható, hogy a legtöbben otthon a kreolt használják, az üzleti élet és a jogalkotás nyelve az angol, míg a francia eredetű lakosság többnyire franciául beszél. A televízióban mindhárom nyelven hallhatóak a hírek.

### Etnikai megoszlás
A lakosság többsége kreol, vagyis afrikai-európai-ázsiai keverék, bőrszínük sötét, arányuk 93%. A maradék 7% többsége ázsiai főként indiai, maláj és kínai, valamint európai.

### Vallás

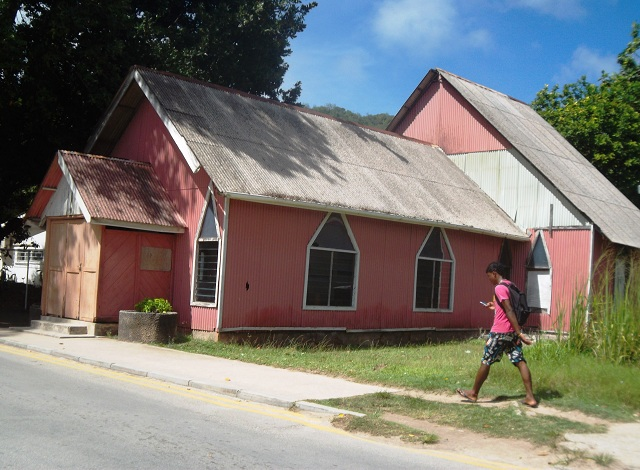
Anglikán templom, St. Mark's Church, Praslin

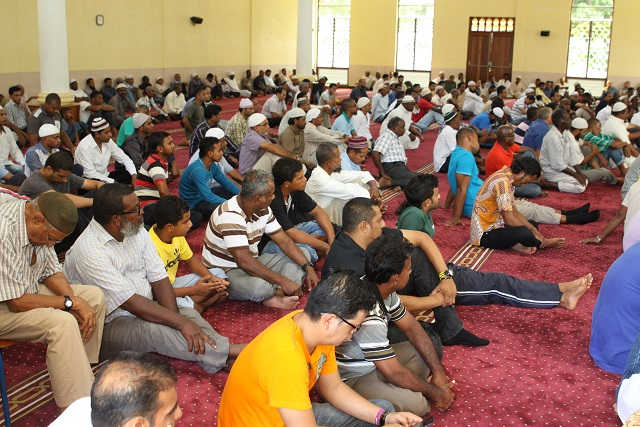
Férfiak egy mecsetben, Sheikh Mohamed bin Khalifa Mosque

A Seychelle Köztársaság alkotmánya garantálja a szabad vallásgyakorlást és a kormányok ezt a jogot a gyakorlatban is tiszteletben tartják.
A seychelle-i népesség zöme katolikus vallású. Arányuk az utóbbi évtizedekben csökkent. A szigetek első telepesei a római katolikus vallást gyakorolták és ez a mai napig így maradt, annak ellenére, hogy a britek a 19. században kísérletet tettek a protestantizmus bevezetésére. Az ország 1890 óta püspökség. Az egyházi iskolák monopol helyzetet élveztek egészen 1944-ig, amikor a kormány államosította őket. A vasárnapi misén sokan részt vesznek, és a vallási ünnepeket tiszteletben tartják, amelyeken egyrészt a hitüket gyakorolják, másrészt a társasági élet adta örömöket élik át. A katolicizmus hasonlóan a franciatudáshoz különleges státusszal bír és a követőit kapcsolatba hozzák a Franciaországból érkezett fehér telepesekkel.
A seychelle-i népesség megközelítőleg 6-7%-a az anglikán felekezethez tartozik, akiknek a többsége a 19. század végén és a 20. század elején misszionáriusok által megtérített családok leszármazottja. A karizmatikusok és evangelikál hívők száma növekszik, különösen az Evangéliumi Pünkösdi Közösségé, továbbá az adventistáké. A népesség kb. 4-5%-a más világvallások híve, mint például a hinduizmusé, az iszlámé vagy a buddhizmusé. Az imák és istentiszteletek tekintetében egyik felekezetet sem korlátozzák.
A keresztény egyházak és a világi hivatalok rosszallása ellenére sok seychelle-i úgy érzi, hogy az ortodox vallásosság, valamint a mágiába, boszorkányságba és varázslatba vetett hit nem ellentmondásos. Gyakori, hogy az emberek felkeresik a helyi látnokot – akit bonhomme de bois vagy bonne femme de bois néven ismernek – hogy jósoljon nekik, vagy védő amuletteket és bűvös tárgyakat, azaz gris-gris-t szereznek be, amelyekkel szerencsétlenséget tudnak hozni ellenségeikre.

## Gazdaság

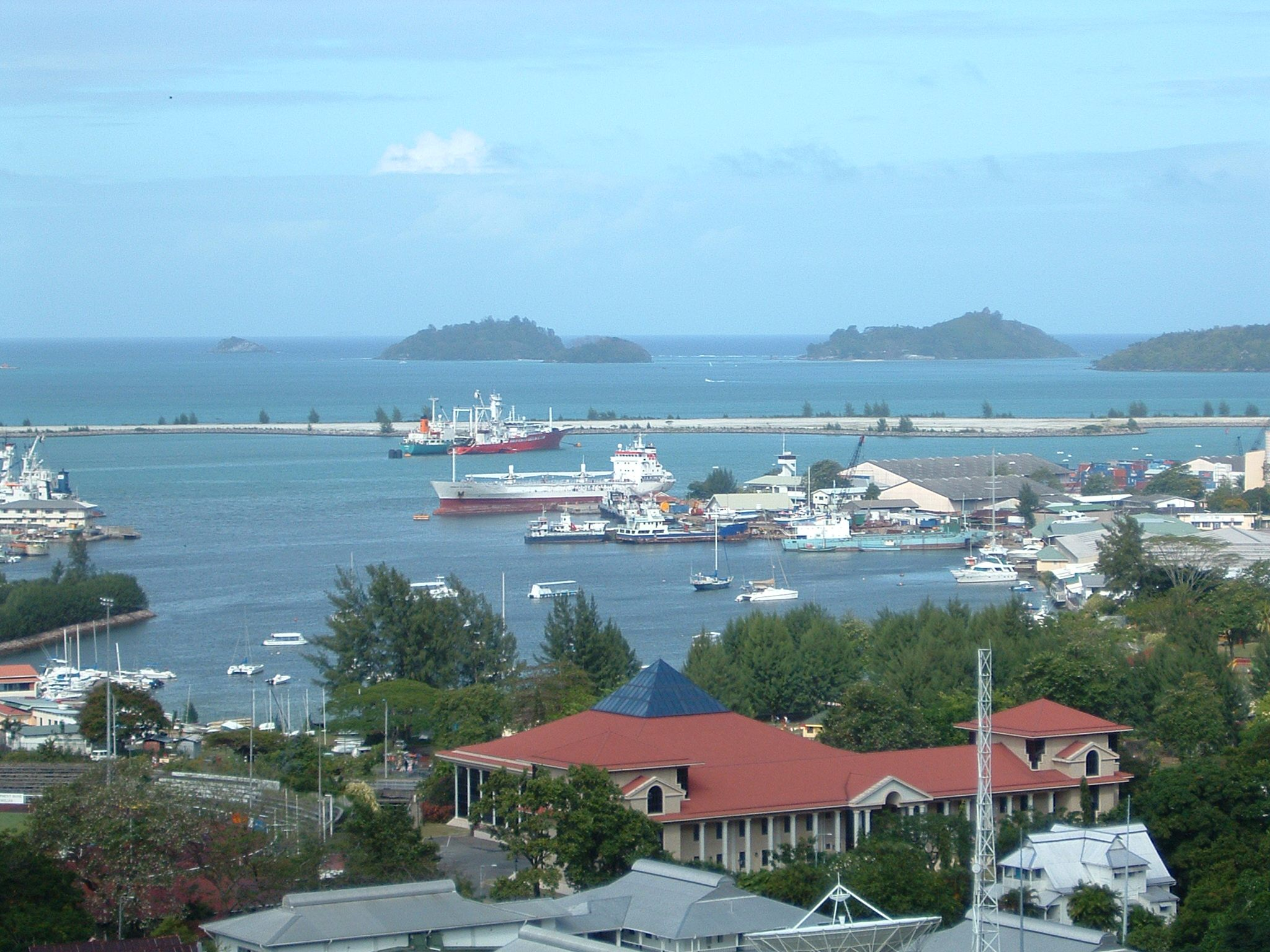
Victoria kikötője

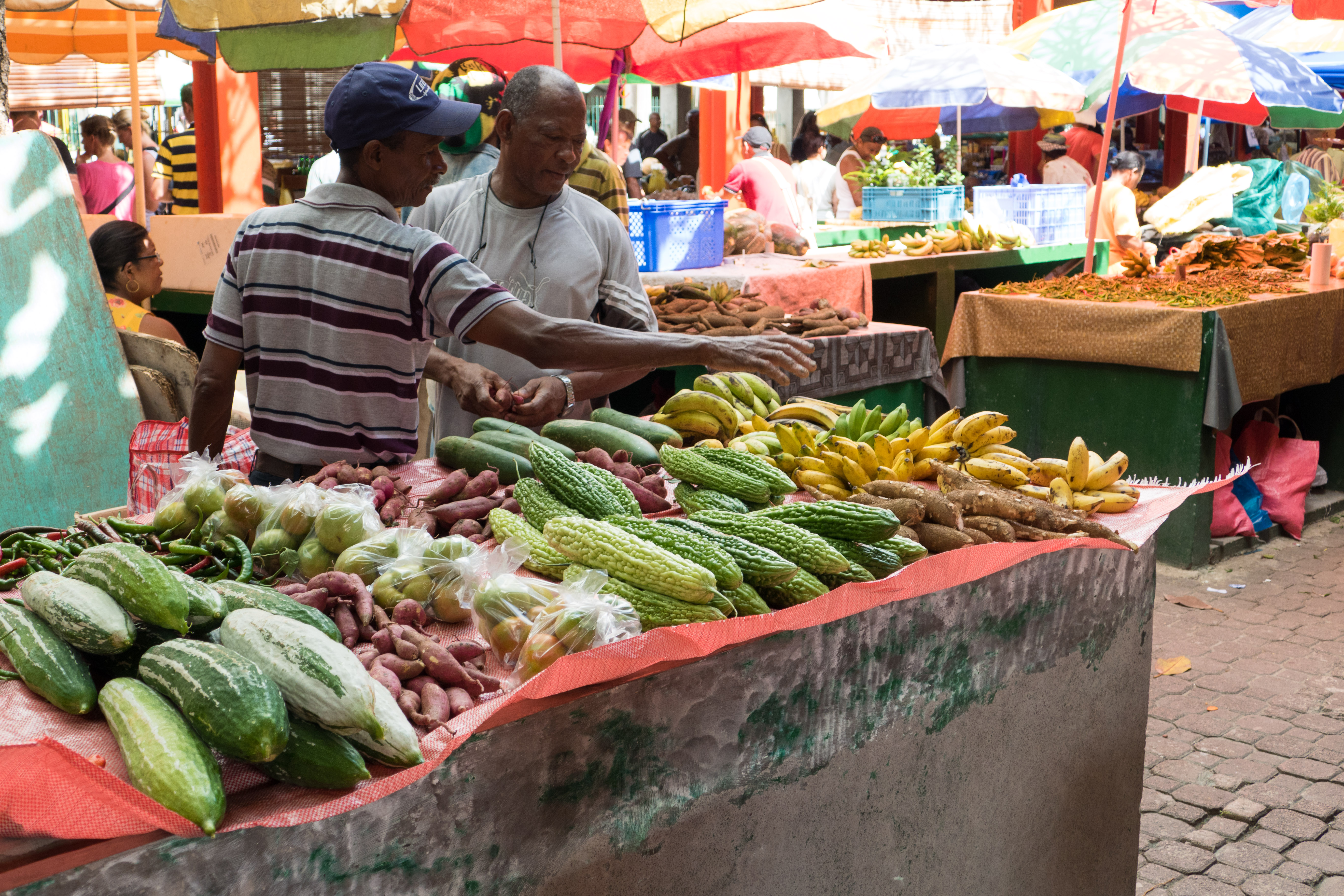
Piackép, Sir Selwyn Clarke Market, Victoria

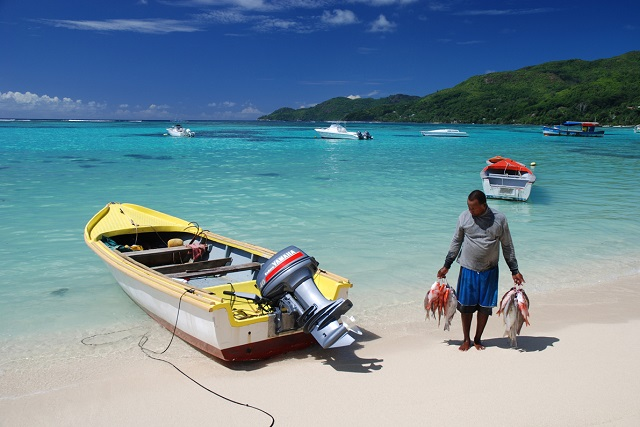
Halász a csónakjával

Seychelle Köztársaság gazdasága az idegenforgalomra és a halászatra épül. Nagymértékben függ ettől a két területtől az ország jövedelme, a foglalkoztatottak száma, az építkezési beruházások mennyisége, valamint a bankszektor és a kereskedelem intenzitása.
Az elmúlt évek GDP-jének közel 70%-a szolgáltatásból származik, kiemelten a közlekedésből, a távközlésből, a kereskedelemből és az idegenforgalomból. Az ipari termelés a GDP 15-20%-a, ez évről évre a konzerv tonhal termelésével változik. Mivel a szigeteken kevés a művelhető föld, ezért a mezőgazdaság, erdőgazdaság és állattenyésztés alig járul hozzá az ország bruttó hazai termékéhez.
2005-ben a GDP 693 millió US dollár volt, az egy főre eső jövedelem pedig 8682 US dollár – ez messze a legmagasabb Fekete-Afrikában. Annak ellenére, hogy jók az ország mutatói, a Seychelle-i Köztársaság gazdasága érzékeny a külső hatásokra – gyakran az alapvető élelmiszerek beszerzése is probléma. A kormány rossz gazdálkodása és a túlságosan szabályozott gazdaság (ide értve a mesterségesen kialakított árfolyamokat is), gyakran okozott devizahiányt, és hozzájárultak egy párhuzamos piaci árfolyam kialakulásához (ez a hivatalos duplája).
2005–2006-ban a kormány intézkedéseket hozott, hogy a kereskedelmet liberalizálja és az állami vagyont privatizálja, mint például behozatali engedélyek megszüntetése vagy a SACOS, az állami biztosító részleges magánkézbe juttatása. 2006 októberében a pénzügyminiszter kihirdette a deviza tranzakciók fokozatos liberalizációs folyamatának kezdetét. Ezek a korlátozott intézkedések nem valószínű, hogy tető alá hoznak egy megállapodást a Nemzetközi Valutaalappal, amely továbbra is a leértékelést sietteti és kiemeli annak fontosságát a devizahiány megoldásához.
A Seychelle Köztársaság adóparadicsom, ezért nagyon sok vállalatot jegyeznek be a szigeteken. A Seychelle-i Nemzetközi Kereskedelmi Hatóság (Seychelles International Business Authority – SIBA) kapott megbízatást, hogy az off-shore szektor gyors növekedését biztosítsa.
A Seychelle Köztársaság a világ legkisebb olyan állama, amely saját fizetőeszközt bocsát ki.

### Mezőgazdaság
Növénytermesztés: kókusz, kopra, fahéj, vanília, édesburgonya, tápióka, banán, tea.
Állattenyésztés: tonhal, hal, baromfi.

### Ipar
idegenforgalom, újraexportálás, tengerparti szolgáltatások

### Külkereskedelem
Fő árucikkek:
- Export: kőolajtermékek (újrakivitel), halászati termék (tonhal konzerv, fagyasztott és friss hal, fagyasztott garnélarák), cigaretta
- Import: gépek és berendezések, élelmiszerek, kőolajtermékek, vegyszerek, ipari termékek, járművek (repülőgép, autók, hajók)

Fő kereskedelmi partnerek 2019-ben:
- Export: Egyesült Arab Emírségek 17%, Egyesült Királyság 13%, Franciaország 12%, Brit Virgin-szigetek 11%, Zambia 9%, Mauritius 5%, Japán 5%
- Import: Egyesült Arab Emírségek 21%, Katar 13%, Brit Virgin-szigetek 7%, Németország 6%, Franciaország 6%, Kína 5%, Spanyolország 5%, Dél-Afrika 5%

## Telekommunikáció
| Hívójel prefix | S7 |
| ITU zóna       | 53 |
| CQ zóna        | 39 |

## Kultúra

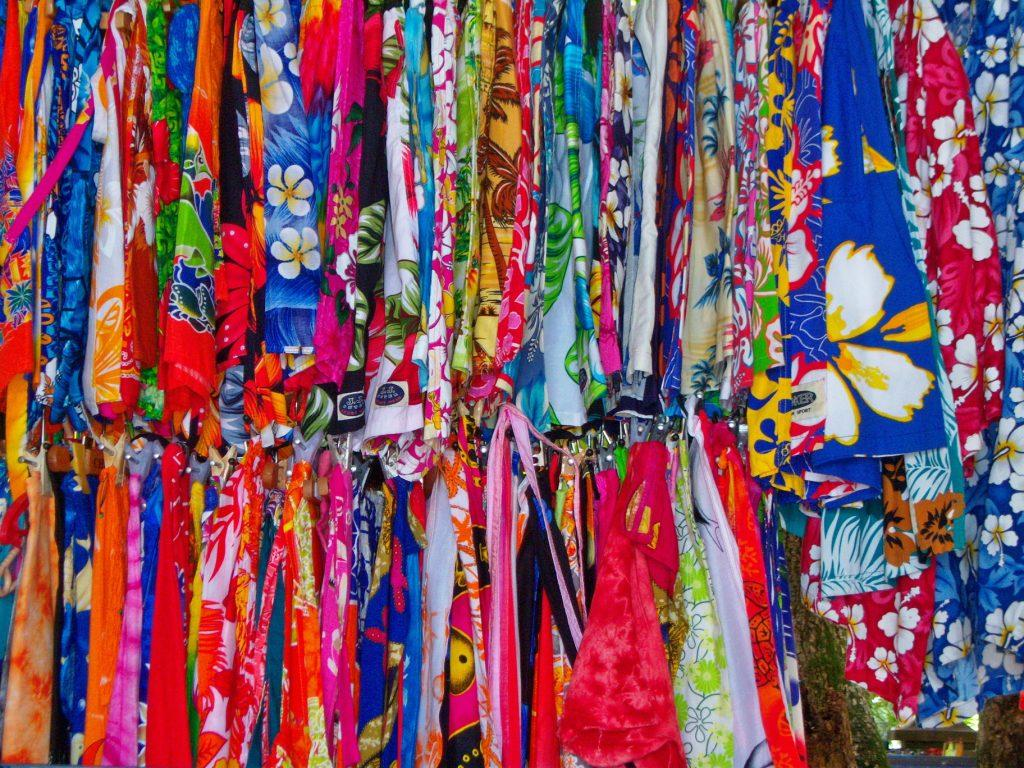
Színes szoknyák kínálata egy piacon

A szigetek kultúrája a francia, a brit és az afrikai hatások keveréke, kínai és indiai elemek befolyásával is.

### Nemzeti azonosságtudat
Az ország függetlenné válása alkalmával vita alakult ki a nemzeti azonosság és az állampolgári hűség kérdésében. Az első köztársasági elnök James Mancham a Nagy-Britanniával való integrációt és hozzá fűződő kötelékeket kívánta erősíteni. Fő ellenfele, France-Albert René viszont úgy érezte, hogy ez veszélyezteti a nemzeti azonosságtudatot, amelyet szerinte afrikai szellemiségű.

### Kisebbségi kapcsolatok
Az indiaiak és a kínaiak kisebbségi csoportokat alkotnak. Ugyanígy a gran’bla-k, vagy "nagy fehérek", akik francia eredetűek és jelentős szerepet töltöttek be a gazdasági és politikai életben. Az illois nevű csoport akkor került a Seychelle-szigetekre, amikor kilakoltatták őket a Diego Garcia-szigetről, amikor az Egyesült Államok katonai bázist létesített ott. Mauritiuson is élnek és seychelle-iektől különálló csoportnak tartják magukat, annak ellenére, hogy ők is történelmileg és kulturálisan a seychelle-i ültetvényes munkásokhoz tartoznak. A seychelle-i kisebbségi kapcsolatokat nagyrészt a társadalmi csoportok közötti kapcsolatok jellemzik.

### Zene és tánc

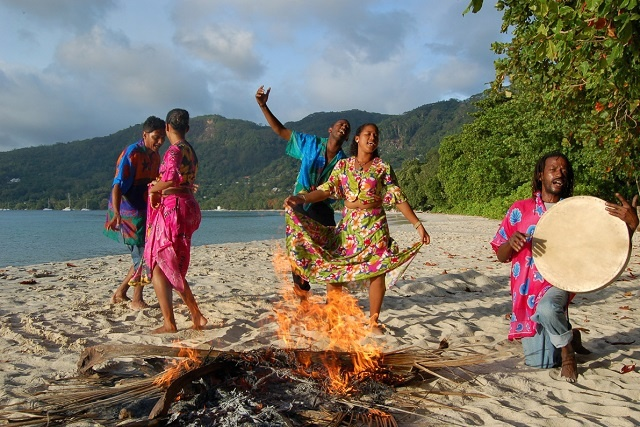
Moutia tánc és zene

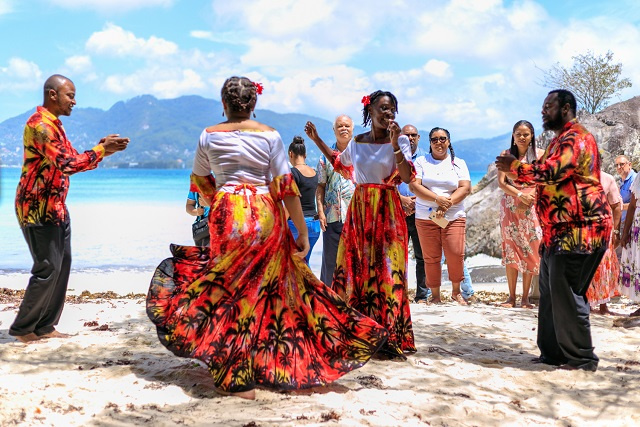
Kanmtole táncosok

A zene és a tánc mindig is kiemelkedő szerepet játszott a Seychelle-szigetek kultúrájában és a helyi ünnepségekben. Az afrikai, madagaszkári kultúrákban gyökerező zenére jellemzőek a dobok, mint a tambour és a tam-tam, továbbá az egyszerű vonós hangszerek. A hegedű és a gitár viszonylag friss külföldi import, amely kiemelkedő szerepet játszik a kortárs zenében.
Az afrikai és madagaszkári hatás érezhető a hagyományos hangszerek használatánál is, amelyek legnépszerűbb képviselője 
- a bom (vonós hangszer),
- a zez (egyhúros szitár), amelyeknek egy tökféléből alakították ki a rezonátortestét,
- a makalapo (vonós hangszer), amelynek a korpusza bádogdoboz.

Három fő zenei és tánc stílus alakult ki: 
- az afrikai és madagaszkári eredetű, szinkópa alapritmusú moutia (montea) (wd),
- a minden hónapban új slágerekkel megjelenő sega (wd)
- az európai eredetű kanmtole.

A moutia evokatív, szenvedélyes zenei és táncforma. A hegytetőkön vagy távoli tengerpartokon száraz kókuszhéjból tüzet raknak és lassú monoton dalba kezdenek, amelyet érzéki shuffle dance-szel folytatnak. A táncoló nők és a férfiak sorban állnak egymással szemben, a többiek pedig figyelik őket. A moutia a rabszolgatartás korát eleveníti fel, az afrikai élmény táncos kifejezése, a morajló dobszó egy elfeledett kor fájdalmából táplálkozik. A hivatalos körök nem ismerték el, ezért nemigen hívtak meg senkit az egész éjjelt betöltő extatikus tánc eseményre. Manapság leginkább népzenei fesztiválokon lehet látni vagy akkor, ha baráti körben egymás szórakoztatására táncolják.
A sega zene és tánc viszont elterjedt és majdnem minden szállodában meg lehet nézni egy hagyományos előadást, amit színes mauritiusi ruhákban nagy szenvedéllyel járnak. A szigetlakók az ő saját sega változatukat kis, ritmikus lépésekkel táncolják, amelynek sokkal szövevényesebb a csípőringatása, mivel a táncpartnerek nem érintik meg egymást.
A családi események, pl. az esküvők vidám alkalmak, ahol hegedű-, bendzsó-, tangóharmonika- és triangulumjáték, valamint dobpergés nyújtja a kamtole zenei aláfestését. A kamtolét a komander kiáltásai irányítják hasonlóan a country vagy western táncokhoz, és a keringő, polka és a kontratánc keveréke.
A Seychelle-szigetek két legismertebb zenésze: Patrick Victor, a moutia költő és népdal énekes, illetve a komoly zenei képzést kapott David Andre. Az Air Seychelles járataira való felszállás közben gyakran hallani lehet Andre nosztalgia zenéjét, amit Xu Lu, a kínai származási seychelle-i átható hegedűjátéka kísér. A népszerű zenei formációk közé tartozik még a tízfős színes kórustáncot bemutató Sokwe-csoport, Jean-Marc Volcy és Jenny Letourdi.
Az idős népi hősnek, Tonpának a népszerűségét azonban senki nem érte el, aki a seychelle-i bom legendás virtuóza volt. A viktóriai La Bastille National Archives előtt lévő szökőkút felett látható Tonpa és két barátja mellszobra, amint zezen, bonon és tambouron (nagydob) játszanak.

### Gasztronómia
A legalapvetőbb élelmiszer a hal. A gasztronómia indiai, afrikai, angol, francia, spanyol és kínai befolyás alatt áll. Jelentős összetevők a gyömbér, citromfű, koriander, tamarindusz. Az utcai árusoknál állandóan lehet kapni friss halat és gyümölcsöt.
A tengeri halászat bőséggel biztosít tengergyümölcsöket, rákokat, kagylókat cápahúst. Az ezekből készült ételek gyakori kísérője a rizs. A halakat megfőzik, banánlevélbe csomagolva sütik, grillezik, besózzák vagy füstölik. A curry meghatározó fűszernövény.
Több étel készül baromfihúsból, curry és kókusztej hozzáadásával. A húsválasztékok között előfordul a gyümölcsdenevér is.

### LMBT jogok
Az azonos neműek szexuális tevékenysége 2016 óta legális, így azon kevés afrikai országok egyike, ahol az ilyen védelem biztosított az LMBT-személyek számára.

## Turizmus

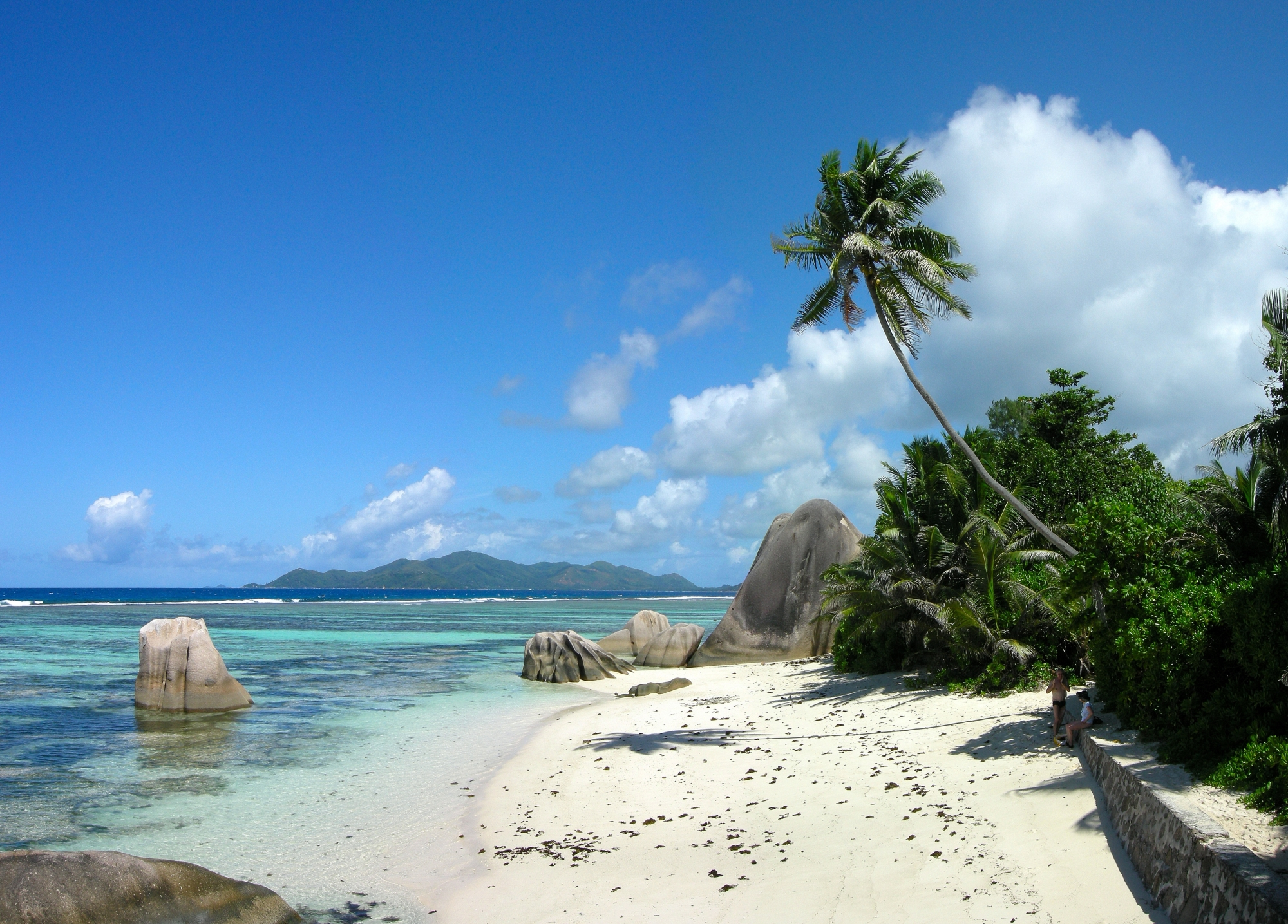
Anse Source d'Argent tengerpartja La Digue szigetén

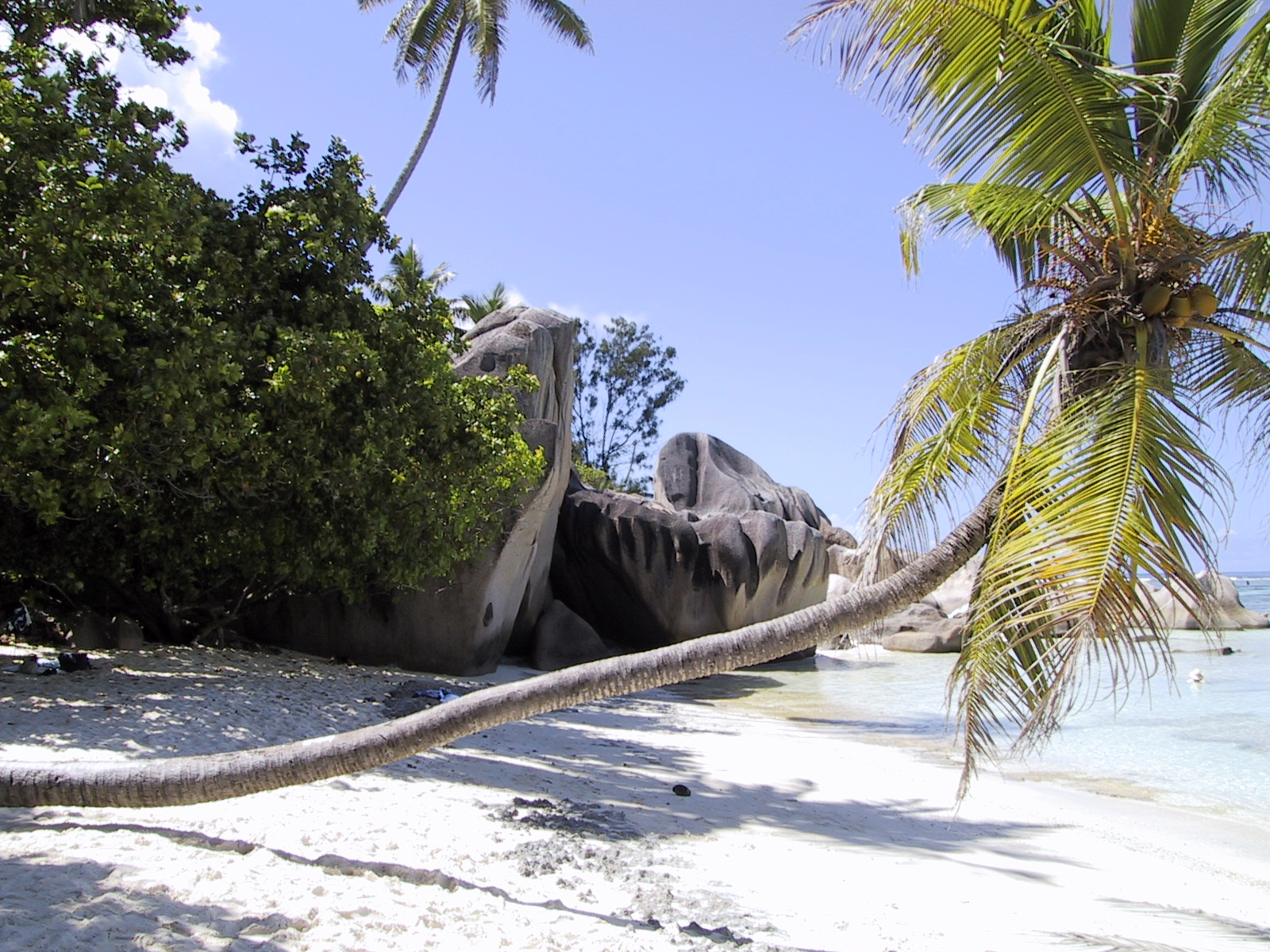
Tengerparti kép, Praslin szigete

1971-ben, a Seychelle-szigeteki nemzetközi repülőtér megnyitásával a turizmus jelentős iparággá vált, lényegében mezőgazdaságra (ültetvényekre) és turizmusra osztva a gazdaságot. Az idegenforgalmi szektor azonban jobban fizetett és az idegenforgalom lett az elsődleges iparág a szigeteken. Következésképpen a szállodák építése szinte az 1970-es évek folyamán folyamatosan fennmaradt. Az elmúlt évtizedekben is a kormány ösztönözte a külföldi befektetéseket a szállodák építésére és egyéb szolgáltatások korszerűsítésére.
A 2010-es években a legtöbb látogató az európai országokból érkezett, elsősorban Franciaországból és Németországból.
Fő látnivalók:
- Anse Lazio, A Praslin-sziget északi partján található Anse Lazio (Chevalier-öböl) a Seychelle-szigetek egyik legszebb strandja.[21]
- Anse Intendance, Mahé egyik legjobb strandja, ez a kicsi és félreeső homokos part a sziget déli partján fekszik, a gyakori nagy hullámzásoknak és vad hullámoknak köszönhetően kedvelt szörfözési hely.[21]
- Baie Lazare, Mahé. A környék egyik fő turisztikai látványossága az Assisi Szent Ferenc tiszteletére szentelt neogótikus Baie Lazare templom, ahonnan szép panorámát nyújt a környékre. Az Anse Soleil és a Petite Anse lenyűgöző strandjai a Seychelle-szigetek legjobb strandjai közé tartoznak, feltűnő azúrkék vizükkel és vakító fehér homokkal.
- La Digue-sziget. A szigetcsoport negyedik legnagyobb szigete, La Digue a természet szerelmeseinek menedéke. Lenyűgöző fehér homokos strandok és gránitsziklák szegélyezik a partot, a strandok kedvelői pedig itt találják meg a bolygó egyik legfestőibb homokos és tengeri szakaszát: Anse Source D'Argent. Fizetnie kell a közeli L'Union Estate strandjának eléréséhez , ahol a belépő magában foglalja a régi kopragyár és a vaníliaültetvény megtekintését.[21]
- Curieuse-sziget. A Curieuse-sziget, amely egykor Île Rouge néven volt ismert a rozsda árnyalatú földje miatt, ma óriásteknősök szaporítási programjának ad otthont, amelyek szabadon kószálnak a homokos öblökben.[21]
- Morne Seychellois Nemzeti Park
- Ste Anne Marine Nemzeti Park
- Beau Vallon Beach. Mahé északnyugati partján fekszik és mágnesként vonzza a turistákat és a helyieket.
- Anse Volbert. Praslin északkeleti partján található Anse Volbert (más néven Côte d'Or) a sziget egyik legnépszerűbb strandja. A nyugodt vizek kisgyerekekkel való úszáshoz is biztonságosak.
- Vallée de Mai természetvédelmi terület, Praslin
- Cousin Island. A sziget rezervátumát 1968-ban hozták létre különféle madárfajok védelmére. A Cousin-sziget egyben a világ első szén-dioxid-semleges természetvédelmi területe is.
- Aride-sziget természetvédelmi területe
- Silhouette-sziget. A Mahé nyugati partjától 30 kilométerre fekvő tengeri parkban a hegyvidéki Silhouette-sziget gazdag biológiai sokféleségéről híres. Mahé mellett ez az egyetlen sziget a Seychelle-szigeteken, ahol köderdő található, amely a Mont Dauban hegy 731 méteres csúcsát takarja.
- Victoria, Mahé. Könnyű egy nap alatt megnézni a főbb helyeket. Az egyik fő turisztikai látványosság a Nemzeti Botanikus Kert.
- Bird Island (Madár-sziget). A madarászok kihagyhatatlan helye.
- Aldabra Atoll, Az UNESCO Világörökség része.
- Grand Anse. A La Digue-sziget egyik legjobb strandjának és egyben a Seychelle-szigetek egyik legszebb strandja. Ez a homokos part nem olyan zsúfolt, mint a sziget néhány népszerűbb strandja.
- Copolia Trail. Egy 1,4 km hosszú természeti ösvény Victoria mellett, Mahé szigetén.

## Sport

### Kosárlabda
Seychelle-szigetek legnépszerűbb sportja a kosárlabda, amelynek népszerűsége jelentősen megnőtt az elmúlt évtizedben. Az ország válogatottja bejutott a 2015-ös afrikai játékokra, ahol a kontinens néhány legnagyobb országával, például Egyiptommal versenyzett.

## Ünnepek
Ünnepek:
- Január 1.: Újév napja
- Január 2.: Újévi ünnep
- Változó (március vagy április): Nagypéntek
- Változó (március vagy április): Nagyszombat
- Változó (március vagy április): húsvéthétfő
- Május 1.: a munka ünnepe
- Változó: Corpus Christi ünnepe
- Június 18.: az alkotmány napja
- Június 29 .: Nemzeti ünnep, az az időpont, amikor Seychelle-szigetek 1976-ban függetlenné vált az Egyesült Királyságtól
- Augusztus 15.: Nagyboldogasszony napja
- November 1.: Mindenszentek napja
- December 8.: Szeplőtelen Fogantatás
- December 25.: karácsony